# Çukurbostan (Istanbul)

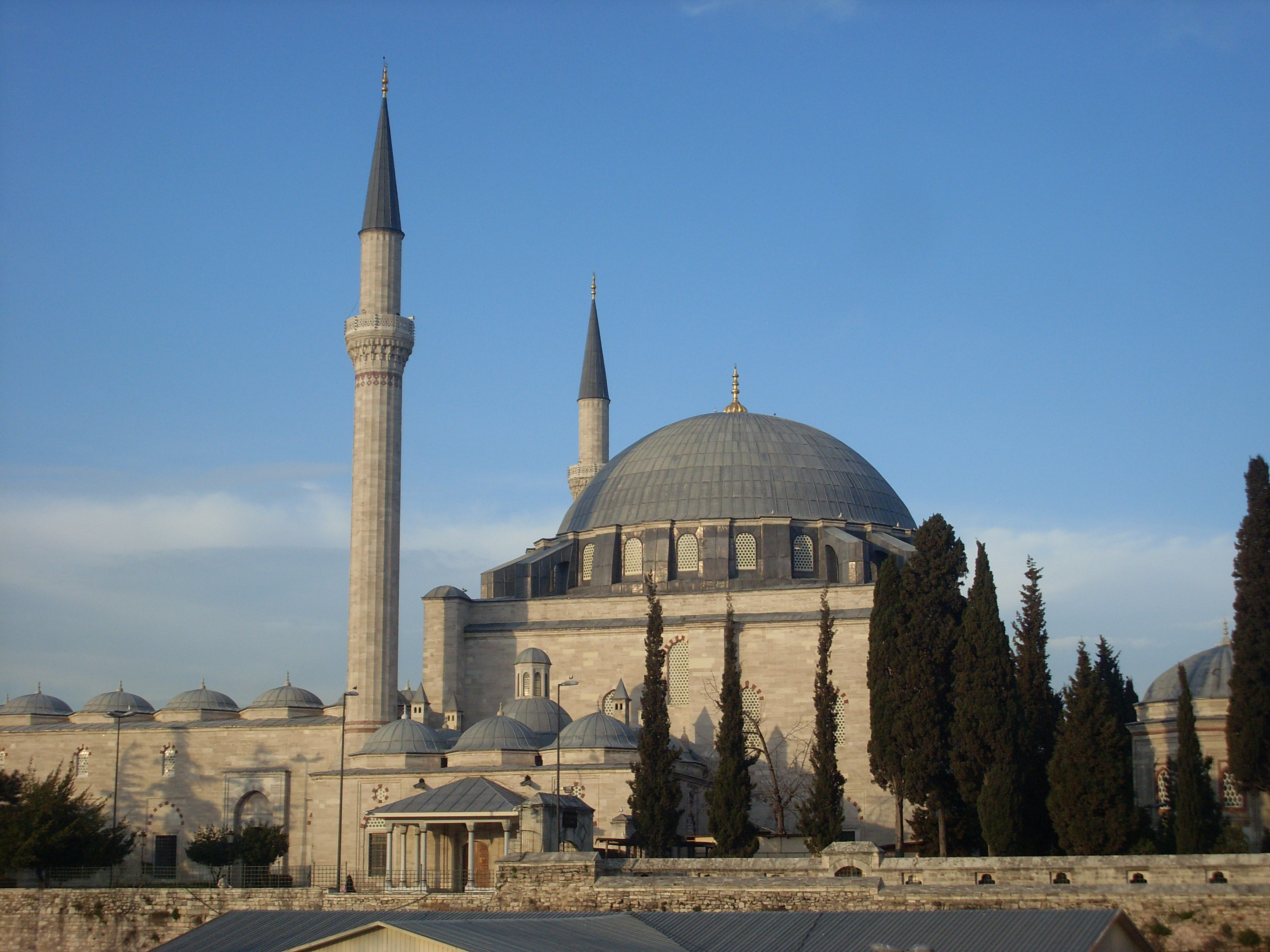
Istanbul – mešita Yavuze Selima

Çukurbostan je čtvrť v evropské části Istanbulu, nacházející se v okrese Fatih. V podstatě je těžké určit její hranice, leží mezi čtvrťmi Balat a Atikali. Uprostřed ní se nachází mešita Yavuz Selima a byzantská cisterna Aspar. Ta byla využívána i v období Osmanské říše k zavlažování zahrad, právě proto se tato část města jmenuje Çukurbostan (potopená zahrada). 